# Saison 5 de Meurtres au paradis
Chronologie
Saison 4 Saison 6
Cet article présente les épisodes de la cinquième saison de la série télévisée Meurtres au paradis.

## Distribution

### Acteurs principaux
- Kris Marshall (VF : Bruno Choël) : Inspecteur-chef Humphrey Goodman
- Danny John-Jules (VF : Jean-Paul Pitolin) : Agent Dwayne Meyers
- Joséphine Jobert (VF : Joséphine Jobert) : Sergent Florence Cassell
- Tobi Bakare (de) : Agent J.-P. Hooper

### Acteurs récurrents
- Élizabeth Bourgine (VF : Élisabeth Bourgine) : Catherine Bordey, la mère de Camille
- Don Warrington (en) (VF : Daniel Kamwa) : Commandant Selwyn Patterson, chef de la police de Sainte-Marie
- Fola Evans-Akingbola (en) (VF : Camille Donda) : Rosey Fabrice, la petite amie de J.-P. (épisodes 3, 5-6, 8)

## Liste des épisodes

### Épisode 1:Le Petit soldat de plomb
- Royaume-Uni : 7 janvier 2016 sur BBC One
- Belgique : 23 juillet 2016 sur La Une
- France : 1er août 2016 sur France 2

- Royaume-Uni : 9,24 millions de téléspectateurs (première diffusion)
- France : 3,99 millions de téléspectateurs (première diffusion)

- Neve McIntosh : Nicky Hoskins
- Julian Ovenden : Dan Hagen
- Lloyd Owen : Dr Sam Blake
- Emma Rigby : Laura Hagen

### Épisode 2:Le Rocher de la discorde
- Royaume-Uni : 14 janvier 2016 sur BBC One
- Belgique : 23 juillet 2016 sur La Une
- France : 1er août 2016 sur France 2

- Royaume-Uni : 8,70 millions de téléspectateurs (première diffusion)
- France : 3,99 millions de téléspectateurs (première diffusion)

- Lucy Cohu : Caroline Bamber
- Adetomiwa Edun (en) : Ellery Wallace
- Charlotte Hope : Lucy Preville
- Nigel Lindsay (en) : Andy Hammond
- Valery Schatz : Francois Tromeur

### Épisode 3:Un monde d'apparences
- Royaume-Uni : 21 janvier 2016 sur BBC One
- Belgique : 30 juillet 2016 sur La Une
- France : 8 août 2016 sur France 2

- Royaume-Uni : 8,41 millions de téléspectateurs (première diffusion)
- France : 3,35 millions de téléspectateurs (première diffusion)

- Jason Barnett : Nelson Benedict
- Hannah Britland : Zoe Mackay
- Elarica Johnson (aka Elarica Gallacher): Sadie Mernier
- Paul Nicholls (en) : Jay Croker
- Heida Reed : Eloise Ronson
- Fola Evans-Akingbola : Rosey Fabrice

### Épisode 4:Message d'outre-tombe
- Royaume-Uni : 28 janvier 2016 sur BBC One
- Belgique : 30 juillet 2016 sur La Une
- France : 8 août 2016 sur France 2

- Royaume-Uni : 8,41 millions de téléspectateurs (première diffusion)
- France : 3,35 millions de téléspectateurs (première diffusion)

- Tony Armatrading : Dr Ivann Tate
- Burt Caesar (en) : Père Floyd Lynch
- Joan Hooley (en) : Mrs Garcia
- Nimmy March (en) : Ottilie Dubois
- Gary McDonald (en) : Temmy Verga
- Trevor Toussaint : Cedrick Verga

### Épisode 5:Jeux d'énigmes
- Royaume-Uni : 4 février 2016 sur BBC One
- Belgique : 6 août 2016 sur La Une
- France : 15 août 2016 sur France 2

- Royaume-Uni : 8,78 millions de téléspectateurs (première diffusion)
- France : 3,42 millions de téléspectateurs (première diffusion)

- Keith Allen : Neil Jenkins
- Susie Amy : Ella Thomas
- Wendy Craig : Mary Goodman
- Robert Daws (en) : John Green / Marcus Knight
- Eddie Nestor (en) : Freddie Hamilton
- Fola Evans-Akingbola : Rosey Fabrice

### Épisode 6:Un meurtre au menu
- Royaume-Uni : 11 février 2016 sur BBC One
- Belgique : 6 août 2016 sur La Une
- France : 15 août 2016 sur France 2

- Royaume-Uni : 8,51 millions de téléspectateurs (première diffusion)
- France : 3,42 millions de téléspectateurs (première diffusion)

- Alexander Arnold : Matt Holt
- Martin Compston : Dexter Allen
- Louisa Connolly-Burnham (en) : Kim Sweeney
- Tara Fitzgerald : Anouk Laban
- Dante Langlais-John-Jules : Jackson
- Alun Raglan : Robert Holt
- Andrew Whipp (en) : Gary Holt
- Fola Evans-Akingbola : Rosey Fabrice

### Épisode 7:Chasseurs de trésors
- Royaume-Uni : 18 février 2016 sur BBC One
- Belgique : 13 août 2016 sur La Une
- France : 22 août 2016 sur France 2

- Royaume-Uni : 8,57 millions de téléspectateurs (première diffusion)

- Lorcan Cranitch (en) : Tosh Walker
- Jack Donnelly : Sam Walker
- Roger Griffiths (en) : Newton Farrell
- Jill Halfpenny (en) : Naomi Walker
- Ade Oyefeso : Addison Patrick

### Épisode 8:L'Amour et ses conséquences
- Royaume-Uni : 25 février 2016 sur BBC One
- Belgique : 13 août 2016 sur La Une
- France : 22 août 2016 sur France 2

- Royaume-Uni : 8,73 millions de téléspectateurs (première diffusion)

- Owain Arthur : Griff Morgan
- Ariyon Bakare : Astor Henri
- Sally Bretton (en) : Martha Lloyd
- Aimee-Ffion Edwards : Sian Evans
- Maggie O'Neill : Perrie Campbell
- Tom York : Leo Richards
- Fola Evans-Akingbola : Rosey Fabrice